# Georg Karl von Fechenbach
Georg Karl Ignaz von Fechenbach zu Laudenbach (Magonza, 20 febbraio 1749 – Werneck, 9 aprile 1808) è stato principe-vescovo di Würzburg e vescovo di Bamberga.

## Biografia

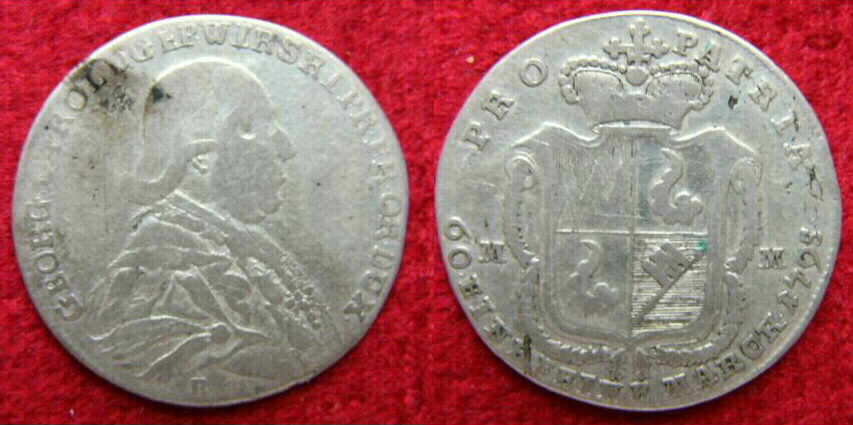
Moneta da 20 kreutzer raffigurante Georg Karl von Fechenbach

Georg Karl von Fechenbach apparteneva alla nobile famiglia dei Baroni di Fechenbach. Era nato a Magonza e in quella città era stato ordinato sacerdote il 18 febbraio 1779.
Il 12 marzo 1795, venne nominato vescovo di Würzburg dal capitolo della cattedrale della città e confermato dal pontefice il 1º giugno di quello stesso anno, nonché consacrato il 21 giugno.
In verità in quello stesso anno, sarebbe stato destinato alla sede di Bamberga, ma il capitolo si oppose in quanto non aveva ancora ottenuto il canonicato della cattedrale cittadina e come tale non era ancora parte del clero locale. Al suo posto venne però nominato a Bamberga lo zio Christoph Franz von Buseck.
Georg Karl il 26 maggio 1800 riuscì ad ottenere il grado di vescovo coadiutore di Bamberga e successivamente succedette al debole zio il 28 settembre 1805 come vescovo.

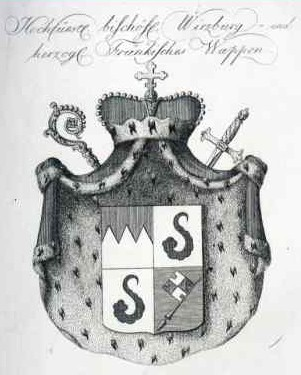
Stemma di Georg Karl von Fechenbach

Fu un collezionista di libri e testi antichi, che in parte sono andati smembrati in una vendita operata nel 2005.

## La secolarizzazione
Successivamente, come gran parte dei vescovati tedeschi, anche quello di Würzburg, secondo gli accordi della Pace di Lunéville del 9 febbraio 1801, venne abolito.
Dopo l'occupazione dell'area da parte delle truppe bavaresi al comando del Generale Conte Ysenburg (alleato con Napoleone I), Georg Karl venne costretto a dare le proprie dimissioni da Principe il 28 novembre 1802, mantenendo comunque la cattedra episcopale. Fu l'ultimo principe-vescovo di Würzburg. Successivamente difese strenuamente i propri poteri religiosi contro il governo bavarese dal momento che questo fatto comprometteva innanzitutto le entrate della ricca diocesi che per secoli avevano soddisfatto le esigenze della medesima.

## Genealogia episcopale e successione apostolica
La genealogia episcopale è:
- Cardinale Guillaume d'Estouteville, O.S.B.Clun.
- Papa Sisto IV
- Papa Giulio II
- Cardinale Raffaele Riario
- Papa Leone X
- Papa Clemente VII
- Cardinale Antonio Sanseverino, O.S.Io.Hieros.
- Cardinale Giovanni Michele Saraceni
- Papa Pio V
- Cardinale Innico d'Avalos d'Aragona, O.S.Iacobi
- Cardinale Scipione Gonzaga
- Patriarca Fabio Biondi
- Papa Urbano VIII
- Cardinale Cosimo de Torres
- Cardinale Francesco Maria Brancaccio
- Vescovo Miguel Juan Balaguer Camarasa, O.S.Io.Hieros.
- Papa Alessandro VII
- Arcivescovo Massimiliano Enrico di Baviera
- Vescovo Johann Heinrich von Anethan
- Arcivescovo Anselm Franz von Ingelheim
- Vescovo Matthias Starck
- Arcivescovo Lothar Franz von Schönborn
- Vescovo Friedrich Karl von Schönborn-Buchheim
- Arcivescovo Franz Georg von Schönborn
- Arcivescovo Philipp Karl von Eltz zu Kempenich
- Arcivescovo Emmerich Joseph von Breidbach zu Bürresheim
- Vescovo Ludwig Philipp Behelm
- Arcivescovo Friedrich Karl Joseph von Erthal
- Arcivescovo Karl Theodor von Dalberg
- Vescovo Georg Karl von Fechenbach

La successione apostolica è:
- Vescovo Christoph Franz von Buseck (1795)
- Vescovo Gregor von Zirkel (1802)